# Kaštel Kambelovac
Kaštel Kambelovac (olaszul: Castel Cambi) Kaštela városrésze, egykor a hét településből álló Kaštela község egyik, nyugatról az ötödik települése Horvátországban Split-Dalmácia megyében.

## Fekvése
Splittől légvonalban 6, közúton 15 km-re északnyugatra, Trogirtól 13 km-re északkeletre, Dalmácia középső részén, a Kaštelai-öbölben, Trogir és Split városa között fekszik. Fő forgalmi ütőere a ma Franjo Tuđman egykori horvát elnök nevét viselő régi kaštelai főút, mely tulajdonképpen a Marmont marsall idejében épített spliti főút egy szakasza.

## Története
Kaštel Kambelovac felett a Kozjak-hegység lejtőjén a középkorban Kruševik és Lažani települések álltak. Lažani első írásos említése I. Trpimir horvát fejedelem 852. március 4-én kelt adománylevelében történt. A lažani Szent Mihály templomot 1104-ben említik először. A középkori településeket a 15. század második felében a török pusztította el. Lakosságuk a tengerpart melletti védett városokba és a közeli szigetekre menekült. Ezen megerősített helyek egyike volt a mai Kaštel Kambelovac központjában álló kaštel Cambionak nevezett várkastély is, melyet 1478-ban Andrea Grigorio spliti gróf engedélyével itteni birtokai közelében egy tengerparti sziklára kezdett építeni egy gazdag spliti testvérpár Girolamo és Antonio Cambio. Első írásos említése 1491-ben történt. A vár körül 1566-ra alakult ki a mai település védőfalakkal bekerített elődje. A család tagjai a 15. és a 17. század között több erődítményt és hozzá tartozó települést építettek a mai Kaštel Kambelovac területére. Ilyen volt Francesco Cambio várkastélya, Girolamo és Antonio Cambio várkastélya a hozzá tartozó Stare Selo faluval, Lippeo várkastélya Tikvarin faluval, valamint a Kis- és Nagy Piškera várkastély közelében Novo Selo faluval. Rajtuk kívül még az írásos forrásokban szerepel  Arneri és Grisgono várkastélya is, erről azonban nem tudjuk, hogy hol állt. A betelepült lakosság magával hozta az elpusztult falvaiból Szent Mihály és Szent Márton kultuszát. 1577-ben a Cambio család saját birtokán felépíttette a plébániatemplomot. A török veszély megszűnésével a település már a falakon kívül is terjeszkedett. 1797-ben a Velencei Köztársaság megszűnésével a település a Habsburg Birodalom része lett. 1806-ban Napóleon csapatai foglalták el és 1813-ig francia uralom alatt állt. A francia uralom idejére esik a Trogirt Kaštelán keresztül Split városával összekötő főút építése. Napóleon bukása után ismét Habsburg uralom következett, mely az első világháború végéig tartott. A városnak 1857-ben 588, 1910-ben 941 lakosa volt. Az I. világháború után rövid ideig az Olasz Királyság, ezután a Szerb-Horvát-Szlovén Királyság, majd Jugoszlávia része lett. A második világháború idején olasz csapatok szállták meg. A háború után a szocialista Jugoszlávia része lett. Fejlődött az ipar és a mezőgazdaság, mely sok betelepülőt vonzott. 1986-ban megalakult Kaštela község, majd a független horvát állam létrejötte után Kaštela városi rangot kapott és Kaštel Kambelovac önálló településből a város része lett. Lakossága 2011-ben 5027 fő volt.

## Lakosság

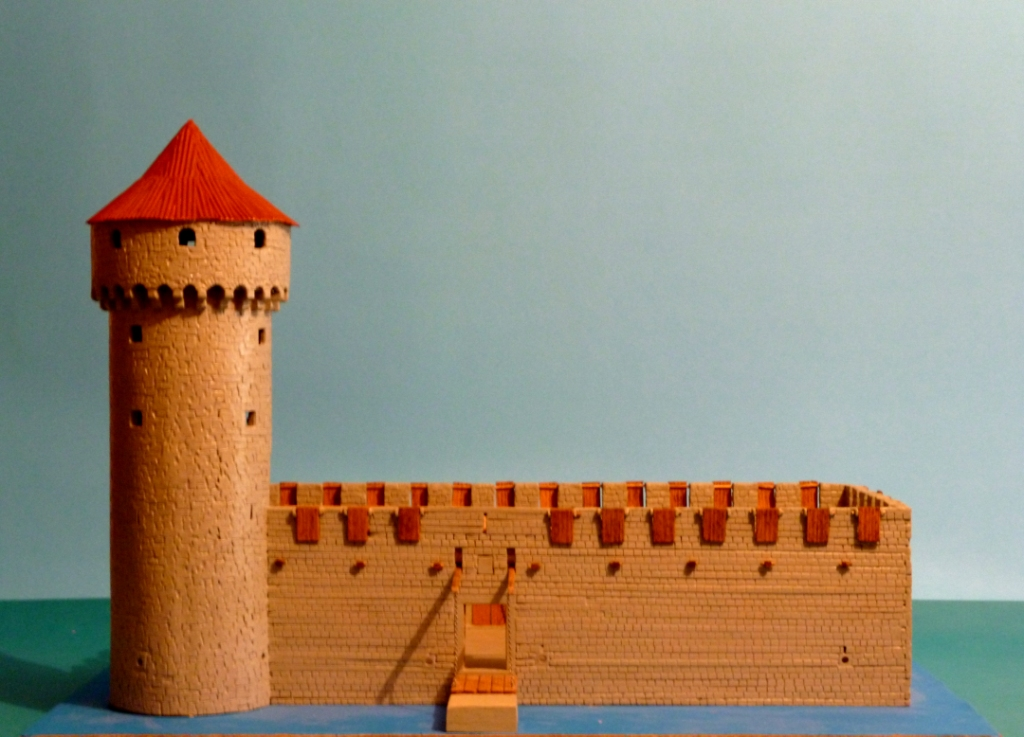
Kaštel Cambio makettje

| Lakosság változása | Lakosság változása | Lakosság változása | Lakosság változása | Lakosság változása | Lakosság változása | Lakosság változása | Lakosság változása | Lakosság változása | Lakosság változása | Lakosság változása | Lakosság változása | Lakosság változása | Lakosság változása | Lakosság változása | Lakosság változása |
| ------------------ | ------------------ | ------------------ | ------------------ | ------------------ | ------------------ | ------------------ | ------------------ | ------------------ | ------------------ | ------------------ | ------------------ | ------------------ | ------------------ | ------------------ | ------------------ |
| 1857               | 1869               | 1880               | 1890               | 1900               | 1910               | 1921               | 1931               | 1948               | 1953               | 1961               | 1971               | 1981               | 1991               | 2001               | 2011               |
| 588                | 733                | 769                | 870                | 911                | 941                | 992                | 1.080              | 1.309              | 1.155              | 1.441              | 2.336              | 3.330              | 4.054              | 4.505              | 5.027              |

## Nevezetességei
- A település névadója a Cambio család által a 16. és 17. században épített vára, melyet Kaštel Cambionak neveznek.[4] 1478-ban Andrea Grigorio spliti gróf engedélyezte a Cambio testvérpárnak Antoniónak és Girolamónak, hogy birtokaik közelében a tengerben levő egyik sziklazátonyra várat építsenek. A vár első említése 1491-ben történt egy a Piškera várával kapcsolatos oklevélben. A várnak az északkeleti sarkán egy hengeres tornya van, ahonnan őrsége a környező vidéket tartotta szemmel. Falai egy 25-ször 12 méteres belső udvart vesznek körül. A szárazfölddel mindössze egy felvonóhíd kötötte össze.
- Lippeo várát 1516-ban építtette Girolamo Cambio Pietro nevű fia, miután egy 14-szer 6 méteres sziklaszirtre engedélyt kapott a megépítésére. A várat híd kötötte össze a szárazfölddel, ahol a Tikvarin nevű település alakult ki. Mivel fiú utódja nem volt a várat nőtestvére Margarita Lippeo örökölte. 1656-ban a spliti Dudan család vásárolta meg. A vár nem maradt fenn, Barbieri által készített alaprajza 1754-ből ismert. Két emelet magasságú, négyszög alaprajzú épület volt, melynek északi része erődszerűen, déli része pedig fényűző palotának volt kiképezve.
- Cambio vára közelében a Piškera nevű helyen Kruševik falu jobbágyai két, egymással összeköttetésben levő várat is építettek, melyeket Velika- és Mala Piškerának neveztek el. Velika Piškeráról az első említés 1494-ből származik, amikor a kruševikiek elöljárója segítséget kért a spliti gróftól a vár befejezéséhez. Egy 18. századi leírás szerint a 34-szer 24 méteres erődítmény a tengerben egy sziklazátonyon állt. Mára csak a kapuzat és egy falszakasz maradt belőle. Keleti falához csatlakozott a 9-szer 11 méteres Mala Piškera vára, melyből ennyi sem maradt.
- A településrész Szent Mihály és Szent Márton tiszteletére szentelt plébániatemplomát[5] 1577-ben építtette a Cambio család, mai formájában 1893-ban építették át.
- A Frane Cambi által 1566-ban épített erődített település északi sáncai mentén, a mai Kaštel Kambelovacban található a Cambi család olajmalma.[6] Az 1831-ből származó kataszteri térképen ezt az épületet Sebastian Cambi tulajdonában lévő „egyszintes, lakóházzal rendelkező olajmalomként” emlegetik. A Cambi család birtoka a 19. század végén megszűnt, az olajmalom padig a helyi testvériség birtokába került és a második világháborúig működött.
- Az egykori balettiskola épülete[7] egy természetes földfokon helyezkedik el, amelyet a 20. század elején egy töltéssel bővítettek ki a tenger felé, majd nyaralót építettek rá. 1950-ben az épületet balerina Ana Roje balettiskolájának használták, ezért ma Kambelovacnak ezt a területét köznyelven Baletnának nevezik. A villa szecessziós stílusban épült.
- Kaštel Kambelovactól északra a Kozjak-hegység lejtőjén az egykori Kruševik falu központjában található a Szent Márton templom, melynek titulusa ma Gospe na Krugu vagy Gospe od Snijega (azaz Havas boldogasszony). Jelzett ösvény vezet a másik középkori falu Lažani Szent Mihály templomához[8] is, melynek közelében a sziklaszirt peremén 16. századi őrtorony romjai találhatók. Távolabb, a hegy csúcsa felé található a kis Szent Lukács kápolna, közelében pedig a hegység legmagasabb pontja a 799 méter magas Veli vrij, ahonnan remek kilátás nyílik a tengerre és a környező szigetekre.

## Fordítás
- Ez a szócikk részben vagy egészben  a   Kaštela című horvát Wikipédia-szócikk ezen változatának fordításán alapul.  Az eredeti cikk szerkesztőit annak laptörténete sorolja fel. Ez a jelzés csupán a megfogalmazás eredetét és a szerzői jogokat jelzi, nem szolgál a cikkben szereplő információk forrásmegjelöléseként.
- Ez a szócikk részben vagy egészben  a   Kaštel Cambio című horvát Wikipédia-szócikk ezen változatának fordításán alapul.  Az eredeti cikk szerkesztőit annak laptörténete sorolja fel. Ez a jelzés csupán a megfogalmazás eredetét és a szerzői jogokat jelzi, nem szolgál a cikkben szereplő információk forrásmegjelöléseként.